# 1931年式203毫米Б-4型榴弹炮
1931年式203毫米Б-4型榴弹炮（俄語：203-мм гаубица обр. 1931 г. (Б-4)）是苏联早期一款重型榴弹炮，纳粹德国称之为“斯大林之锤”（Stalin's sledgehammer）。装备苏联炮兵的大本营直属大威力预备炮兵，用于摧毁德军筑垒要塞与城市攻坚战。

## 设计
1926年5月17日，苏联国防人民委员会和炮兵总局召开扩大会议，批准了红军现役火炮改造计划，决定研制203毫米的攻坚火炮。彼尔姆兵工厂负责研制火炮身管及炮瞄器材，布尔什维克工厂负责研制炮架。采用轻型坦克的行走装置的15172工程方案中标。1928年1月末完成图纸设计。1930年11月完成组装，投入试验。试验期间对设计修改了146处。1931年6月定性，在布尔什维克工厂投产装备红军。此后至苏德战争爆发，一直是苏联各大城市公开阅兵的重点装备。
履带式炮架重11吨，炮架尾部装有一对大直径辅助轮用于牵引。采用“共产国际”履带式拖拉机作为牵引车，牵引速度15千米／小时。采用特殊的双重驻退复进系统，炮身相对于炮床，炮床相对于大架均可以后退复进。

## 使用历史
1939年12月19日，1个4门制的榴炮连在苏芬战争的霍京恩筑垒防线参战，以近距离直瞄摧毁芬兰军队的坚固永久筑垒要塞工事。1940年2月1日至3月13日苏芬战争最后阶段的作战中，共投入20多个炮兵连实施了270余次压制或抵近射击。
苏德战争爆发后，被德军缴获的火炮被授予“20．3cm H503(r)”的编号。苏军战略大反攻时，Б-4参与了斯大林格勒、哈尔科夫、列宁格勒、齐尔塞、柯尼斯堡、但泽、柏林和措森等攻坚战。
1944年春季，使用KV-1坦克底盘制造了自行火炮，称S-51.

## 用户
- 苏联
- 乌克兰-2015年内战中重新启用.[3]